# Coenagriocnemis rufipes
Coenagriocnemis rufipes är en trollsländeart som först beskrevs av Jules Pièrre Rambur 1842.  Coenagriocnemis rufipes ingår i släktet Coenagriocnemis och familjen dammflicksländor. IUCN kategoriserar arten globalt som starkt hotad. Inga underarter finns listade i Catalogue of Life.